# Schieferbrustralle
Die Schieferbrustralle (Aramides saracura) ist eine Vogelart aus der Familie der Rallen (Rallidae), die im südöstlichen Brasilien, im östlichen Paraguay, und nordöstlichen Argentinien vorkommt. Die Art gilt als monotypisch. Der Bestand wird von der IUCN als nicht gefährdet (Least Concern) eingeschätzt.

## Merkmale
Die Schieferbrustralle erreicht ein Körpergewicht von bis zu 540 g bei einer Körperlänge von etwa 34 bis 37 cm. Es ist die einzige Ralle aus der Gattung Aramides neben der Rotflügelralle (Aramides calopterus), die grau gefärbt über Kopf und Nacken bis an den Bauch ist. Sie ist kastanienbraun an Ohrdecken und Nackenseiten sowie an den mittleren und großen Oberflügeldecken. Die Unterschwanzdecken sind kastanienfarben mit schwarzen Bändern. Sie hat einen grünen Schnabel mit bläulicher Basis und mattere rötlich oder gelblich braune Beine und Füße. Jungtiere wurden bisher nicht beschrieben.

## Lautäußerungen
Die Laute der Schieferbrustralle variieren zwischen lauten, schallenden und lärmenden Schreien. Diese klingen wie po-kwit kwaa kwaa kwaa, po-pik und po-perik. Sie gibt ebenso gereizte, schnelle und wiederholte Serie von quir-Tönen von sich. Ihre Rufe erklingen meistens während des Tages.

## Fortpflanzung
Es wurde ein Nest aus Novo Hamburgo 2 Meter über dem Boden in einem dichten Busch beschrieben. Ein Gelege besteht aus vier bis fünf Eier. Aus Brasilien wurde berichtet, dass sie im November brütet und ein weiteres Nest im Dezember acht Eier enthielt. Im Februar wurden kleine Küken entdeckt. Ausgewachsene Küken wurden im März gesichtet.

## Verhalten und Ernährung
Das Ernährungsverhalten der Schieferbrustralle erfordert weitere Forschung. 2015 wurde von Patrícia Carlin Brenner de Souza, José Flávio Cândido Júnior und Aline Luana de Souza ein Vogel an einem See im Parque Ecológico Paulo Gorski bei Cascavel beobachtet, der einen toten Vogel verspeiste.

## Verbreitung und Lebensraum

Verbreitungsgebiet (grün) der Schieferbrustralle

Die Schieferbrustralle lebt in Wäldern und Waldstücken. Sie bevorzugt sumpfige oder morastige Gebiete oder Bachufer, ist aber nicht auf solche Standorte angewiesen. Gelegentlich wagt sie sich bis in Hausgärten vor. In offenen Sümpfen sieht man sie normalerweise nicht. Das Zugverhalten der Schieferbrustralle ist bisher nicht erforscht.

## Etymologie und Forschungsgeschichte

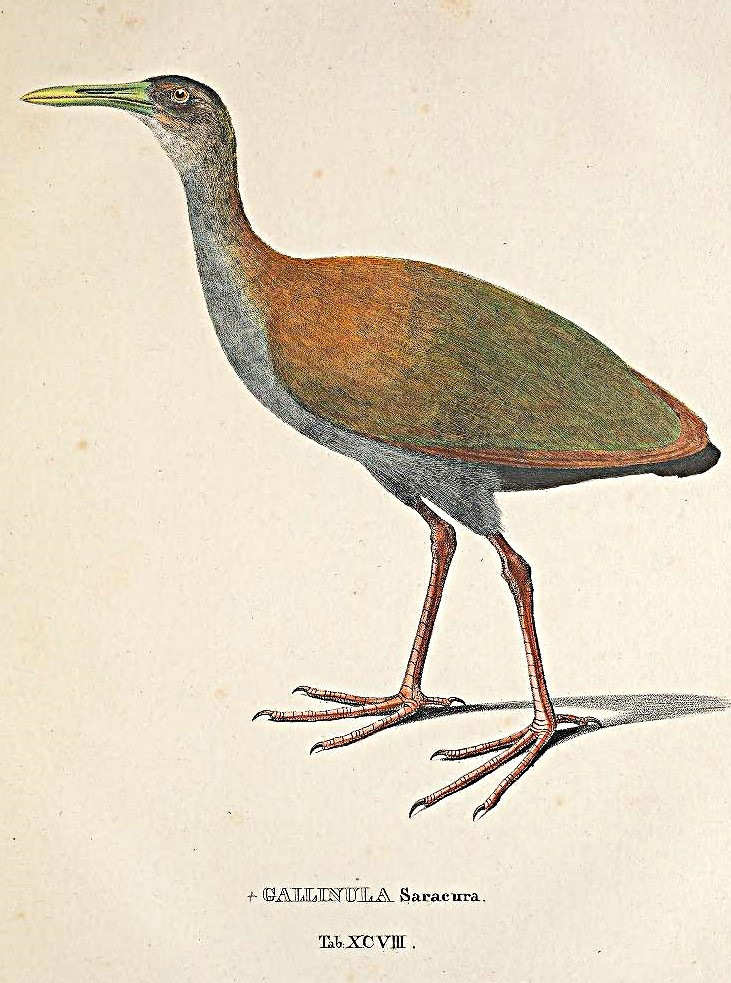
Tafel zu Spix Synonym Gallinula saracura

Die Erstbeschreibung der Schieferbrustralle erfolgte 1825 durch Johann Baptist von Spix unter dem wissenschaftlichen Namen Gallinula saracura. Spix nannte kein spezielles Verbreitungsgebiet in Brasilien. Es war Jacques Pucheran, der 1845 die neue Gattung Aramides einführte. Der Begriff leitet sich von αραμος aramos, deutsch ‚Namen, den Hesychios von Alexandria für einen Reiher verwendete‘ und -οιδης -oidēs, deutsch ‚ähnlich‘ ab. Der Artname saracura bedeutet in der Tupi-Sprache ein Morgenläufer, für eine Ralle oder einen anderen Sumpfvogel. Alfred Laubmann hatte für sein Werk Die Vögel von Paraguay neben dem Original Typusexemplars ein zweites Exemplar gesammelt durch Spix, sowie ein Vogel aus der Provinz Misiones und ein Balg aus Blumenau aus dem Nachlass von Therese von Bayern, zur Verfügung. Aus Cambyretá hatte er zusätzlich von Adolf Neunteufel (1909–1979) einen relativ neuen Balg zur Analyse bekommen. In der Literatur fand er vor allem Nachweise, die auf sich auf Ypacahá del chiricôte aplomado von Félix de Azara bezogen. Nur Arnaldo de Winkelried Bertoni nannte konkrete Standorte für den Río Paraná. Laubmann sah also für die Art kaum Nachweise für Paraguay. Gallinula plumbea Vieillot, 1817, ein Name der oft als Synonym mit Priorität in älterer Literatur angegeben wurde, kann nicht die Schieferbrustralle sein, da Vieillot das Verbreitungsgebiet Java angeben hatte.